# Elliott Crosset Hove
Elliott Crosset Hove (født 18. marts 1988) er en dansk-amerikansk skuespiller. Efter uddannelse fra Statens Teaterskole i 2015, har han medvirket i danske film og tv-serier som I blodet (2016), Forældre (2016), Vinterbrødre (2017), Journal 64 (2018), Før frosten (2019) og Kød og blod (2020), såvel som fjerde sæson af Broen (2018).
Ved bodiluddelingen i 2023 modtog Elliott Crosset Hove en bodil for bedste mandlige hovedrolle for sin rolle i Vanskabte land. Ved det følgende års Bodiluddeling modtog han en Bodil for bedste mandlige birolle for sin rolle som Erik i Den store stilhed.